# محوطه امیرآباد ۲
محوطه امیرآباد ۲ مربوط به دوران پارینه‌سنگی میانی است و در شهرستان کوهرنگ، بخش مرکزی، دهستان دشت زرین، منتهی‌الیه غربی دشت زرین، ۱/۵ کیلومتری جنوب غرب روستای امیرآباد، ۱۰ک متری جنوب شرق چلگرد واقع شده و این اثر در تاریخ ۲۷ اسفند ۱۳۸۷ با شمارهٔ ثبت ۲۶۳۰۰ به‌عنوان یکی از آثار ملی ایران به ثبت رسیده است.